# OBE TV
OBE TV (Original Black Entertainment) ist ein englischsprachiger Fernsehsender mit Sitz in London, Großbritannien. Er richtet sich vorwiegend an in Europa lebende Afrikaner.
Der Sender erhebt den Anspruch Wissen zu vermitteln, zu informieren und zu unterhalten. Er bietet ein Programm aus den Bereichen Wissenschaft und Technologie, Religion, Jugend, Sport und Kultur, Gesundheit, Wirtschaft und Politik. Die Programminhalte werden hauptsächlich von der South African Broadcasting Corporation zur Verfügung gestellt.
Sendestart war im September 2004.
OBE TV ist Bestandteil des digitalen Programmbouquets von Kabel BW und Unitymedia. Außerdem ist der Sender über die Satelliten Astra und Eutelsat empfangbar.